# Процес «вугілля-золото»
Процес «вугілля-золото» — спеціальний адгезійний процес збагачення CGA (Coal Gold Agglomeration) фірми British oil and minerals та Davy McKee.
Технологічна схема процесу наведена на рис. 1. Руду спочатку піддають грохоченню, а потім подрібнюють. Рудну пульпу кондиціонують ПАР, після чого перемішують з вугільномасляними гранулами в послідовно встановлених чанах. Золото видаляється в гранули. Останні відокремлюють від пустої породи, наприклад флотацією, і направляють у обіг для контакту зі свіжою пульпою. Таким чином досягають необхідного ступеня насичення гранул золотом. Вилучення золота з «навантажених» гранул здійснюють спалюванням з наступною плавкою золи.
Рис.1 — Технологічна схема адгезійного процесу.
Процес досліджено в лабораторних умовах на установці продуктивністю 20 кг/год (по руді) та випробувано на напівпромисловій установці продуктивністю 1 т/год.
Сировина для одержання гранул-носіїв — вугілля крупністю 0,1(0,05) мм. Зв'язуюче — нафтопродукти (газойль). Витрати реагенту-зв'язуючого 15—25 мас.%. Для кондиціонування руди перед адгезійним збагаченням використовують флотаційні колектори-збирачі, які підвищують олеофільність частинок золота. Як колектор використовують амілксантат калію при його витратах 200—500 г/т вихідної руди. Тривалість кондиціонування — до 5 хв при інтенсивній (турбулентній) агітації пульпи.
Операція приготування гранул-носіїв виконується окремо, за технологією масляної грануляції (агломерації.
Власне адгезійне збагачення (адгезійна концентрація) здійснюється в агітаторах при інтенсивному перемішуванні водно-рудної пульпи з вуглемасляними гранулами в турбулентному режимі (застосовують імпелерну мішалку.